# Entrimo
Entrimo ist ein Ort und das Verwaltungszentrum einer Gemeinde (municipio) mit 1.079 Einwohnern (Stand: 2024) in der Provinz Ourense in der Autonomen Region (Comunidad Autónoma) Galicien im Nordwesten Spaniens.

## Lage und Klima
Entrimo liegt etwa 80 km südsüdwestlich von Ourense an der Grenze zu Portugal in einer Höhe von ca. 510 m.
Das vom Atlantik geprägte Klima ist gemäßigt und nicht selten regnerisch.

## Bevölkerungsentwicklung der Gemeinde
Quelle: INE-Archiv – grafische Aufarbeitung für Wikipedia
Durch Fortzug in die umliegenden Städte ist die Bevölkerung seit den 1950er Jahren stetig gesunken.

## Gemeindegliederung
Die Gemeinde Entrimo ist in fünf Parroquias gegliedert:
| Parroquias | Patrozinium        | Einwohner 2024 | Fläche km² | Dichte Einw./km² | Höhe msnm | Ortskennzahl |
| ---------- | ------------------ | -------------- | ---------- | ---------------- | --------- | ------------ |
| Entrimo    | Santa María a Real | 517            | 11,92      | 43               | 511       | 32030010000  |
| Galez      | San Fiz            | 201            | 9,91       | 20               | 486       | 32030020000  |
| A Illa     | San Lourenzo       | 210            | 22,41      | 9                | 468       | 32030030000  |
| A Pereira  | San Facundo        | 84             | 18,91      | 4                | 695       | 32030040000  |
| Venceáns   | San Tomé           | 86             | 21,21      | 4                | 830       | 32030050000  |

## Wirtschaft
| Ackerbau, Viehzucht und Fischerei                                                  | 028 | 09,00  |
| Industrie                                                                          | 033 | 010,61 |
| Bauwirtschaft                                                                      | 036 | 011,58 |
| Dienstleistungsbetriebe                                                            | 214 | 068,81 |
| Total                                                                              | 311 | 100,00 |
| * Daten aus dem Statistischen Amt für Wirtschaftliche Entwicklung in Galicien, IGE |     |        |

## Sehenswürdigkeiten

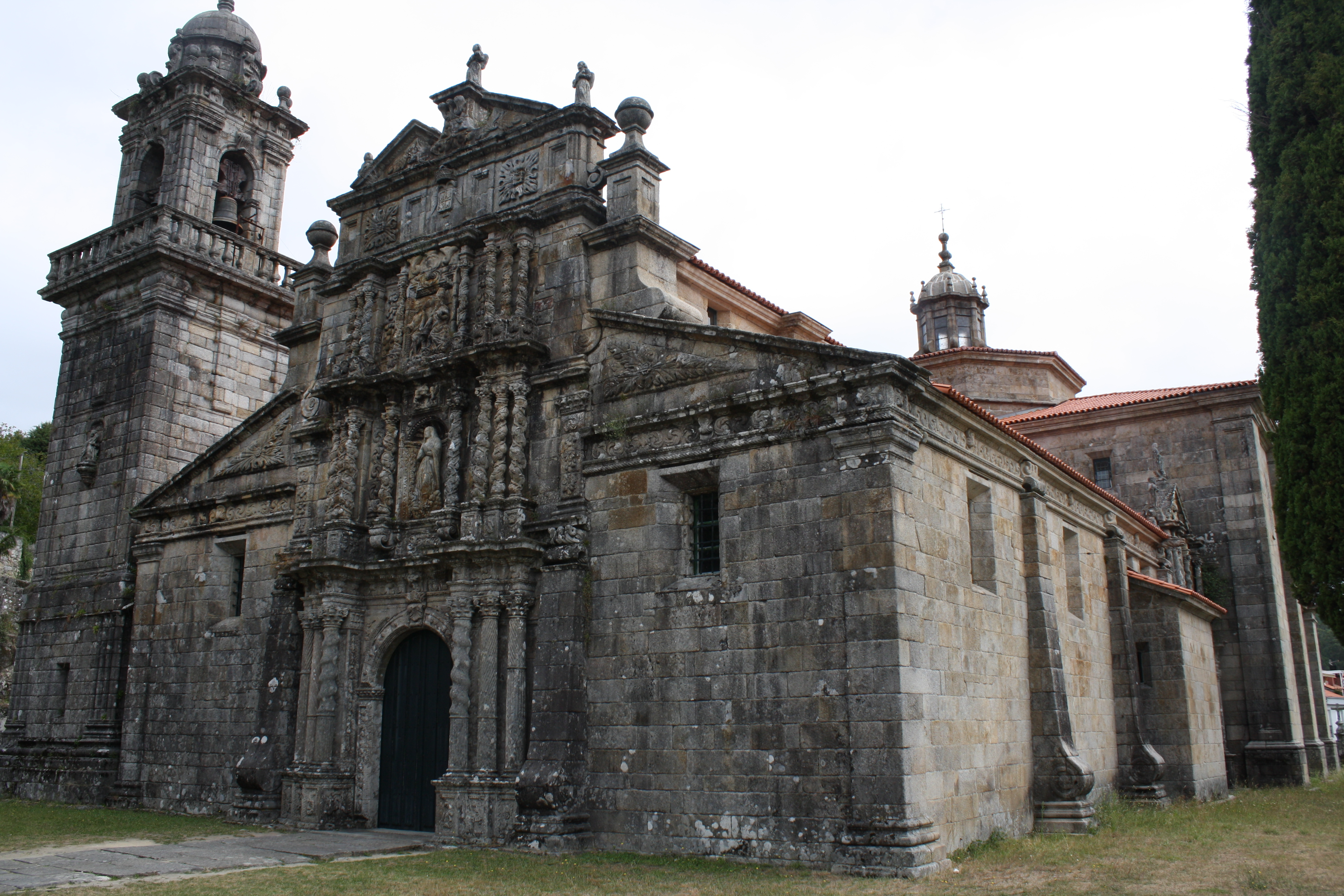
Marienkirche in Entrimo
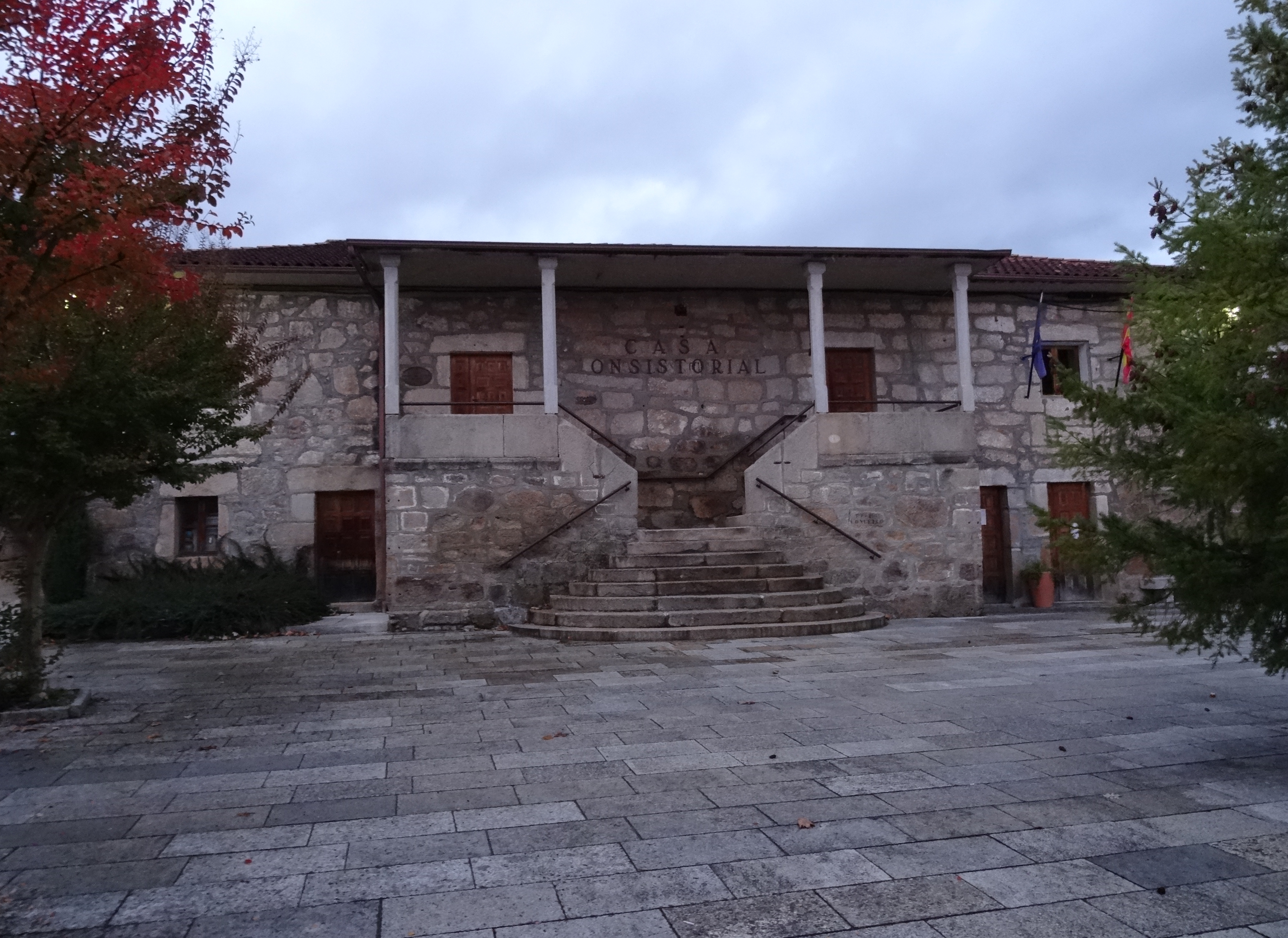
Rathaus
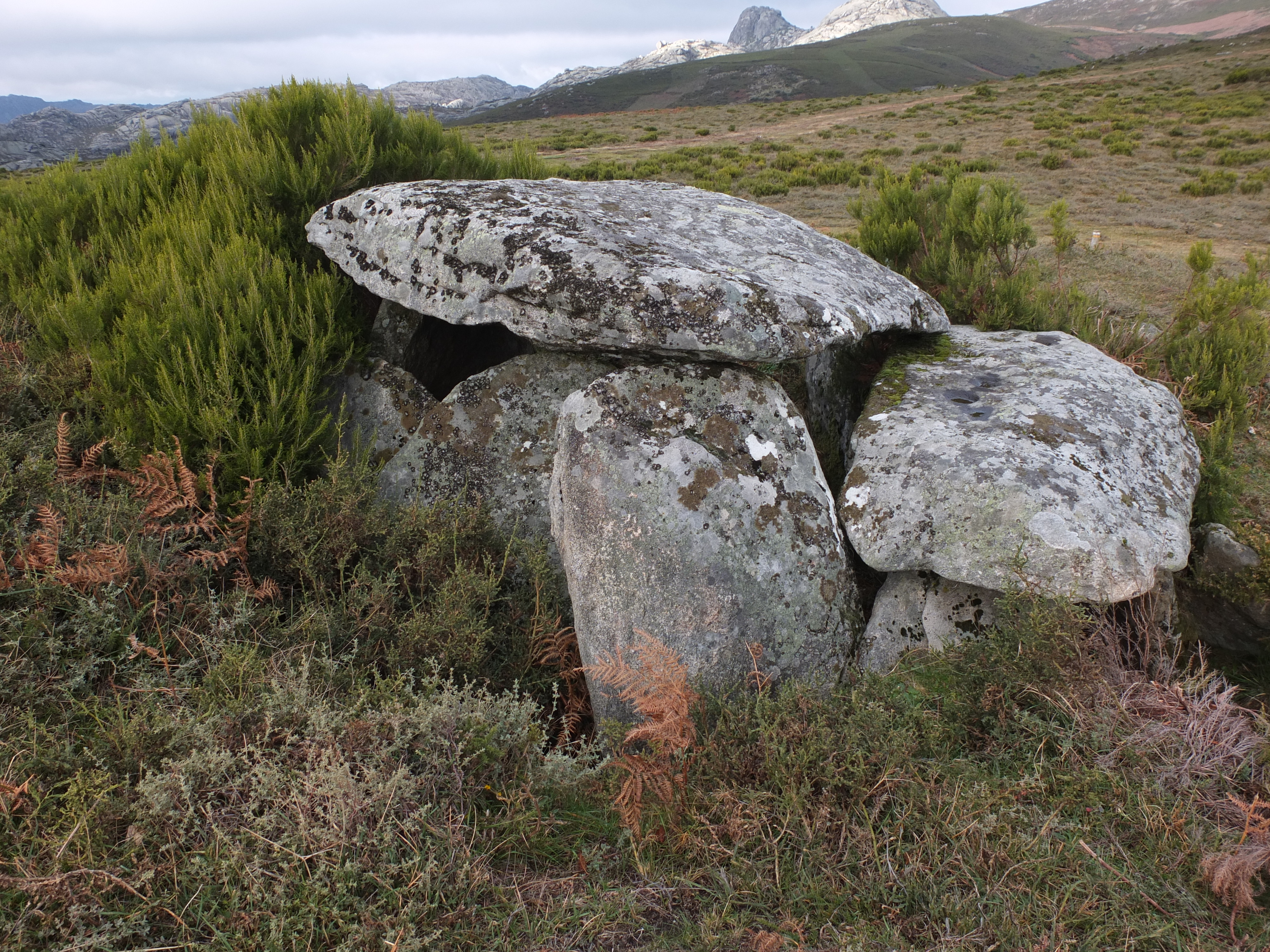
Dolmen Casa da Moura

- Marienkirche in Entrimo
- Rathaus
- Dolmen Casa da Moura

## Persönlichkeiten
- Benito Fernández Alonso (1848–1922), Schriftsteller und Politiker